# 세줄무늬사향고양이
세줄무늬사향고양이(Arctogalidia trivirgata)는 시벳의 일종이다. 동남아시아의 울창한 숲에서 살며, 인도 아쌈 주부터 인도차이나 그리고 말레이 반도와 수마트라섬, 방카섬, 자와섬, 보르네오섬, 그리고 인도네시아 해역의 수많은 작은 섬들에서 발견된다. 세줄무늬사향고양이속(Arctogalidia)의 유일종으로서 단형종이다. 속명 "아르크토갈리디아"(Arctogalidia)은 "곰"(bear)을 의미하는 고대 그리스어 "아르크토"(arkto-)와 "작은 족제비"(little weasel)를 의미하는 "갈리디아"(galidia)의 합성어에서 유래했으며, "곰-족제비"(‘bear-weasel’)를 의미한다. 종소명 "트리비르가타"(trivirgata)는 "세줄"(three-striped)을 의미하는 라틴어에서 유래했다.
세줄무늬사향고양이는 표준적인 사향고양이과 종으로 중간 크기로 몸무게는 2.4kg 몸길이는 53cm 정도이고, 여기에 더해, 58cm 길이의 꼬리가 더해진다. 털은 짧으며, 일반적으로 황갈색 또는 담황색을 띠는 반면에 머리는 좀더 짙은 회색빛의 황갈색이다. 주둥이 부분은 갈색이며, 흰 줄무늬가 코부터 이마까지 이어져 있다. 등 쪽에는 검은색 또는 짙은 갈색의 세줄의 줄무늬가 몸 길이 방향을 따라서 이어져 있다. 암컷만이 성기 주위에 회음부 사향(麝香) 분비선을 갖고 있다.
잡식성 동물로 먹이가 다양하며, 보통 곤충과 작은 포유류, 새집 속의 새, 열매, 개구리와 도마뱀 등이다. 다른 아시아사향고양이속 종들의 습성과와 비교하며, 이 종은 무리를 짓지 않고 홀로 나무 위 생활을 하며 야행성이다. 임신 기간은 45일이고, 나무 속에 만든 우리 속에 평균 3마리의 새끼를 낳는다. 새끼는 11일 후에 눈늘 뜨고, 2개월 후에 젖을 뗀다. 1년에 두 번 새끼를 낳을 수 있으며, 짝짓기철은 따로 없다. 평균 수명은 11년이다. 다른 많은 동남아시아 숲 속의 동물들처럼 산림 벌채 등이 가장 큰 멸종 위협 요인이다.

## 아종
- Arctogalidia trivirgata bancana
- Arctogalidia trivirgata fusca
- Arctogalidia trivirgata inornata
- Arctogalidia trivirgata leucotis
- Arctogalidia trivirgata macra
- Arctogalidia trivirgata major
- Arctogalidia trivirgata millsi
- Arctogalidia trivirgata minor
- Arctogalidia trivirgata simplex
- Arctogalidia trivirgata stigmaticus
- Arctogalidia trivirgata sumatrana
- Arctogalidia trivirgata tingia
- Arctogalidia trivirgata trilineata
- Arctogalidia trivirgata trivirgata